# 柏原市立柏原小学校
柏原市立柏原小学校（かしわらしりつ かしわらしょうがっこう）は、大阪府柏原市大正1丁目にある公立小学校。

## 沿革
- 1872年（明治5年）5月 - 柏原郷学校として創立。
- 1877年（明治10年）3月 - 柏原小学校と改称。
- 1887年（明治20年）3月 - 柏原尋常小学校と改称。

## 通学区域
- 本郷1～5丁目、大正1～3丁目、古町1～3丁目、上市1丁目、今町1・2丁目、峠(堅上小学校との校区選択地域) [1]

※卒業後は基本的に柏原市立柏原中学校に進学する。